# جيري تار
جيري تار (بالإنجليزية: Jerry Tarr)‏ هو منافس ألعاب قوى أمريكي، ولد في 27 أغسطس 1939 في بيكرسفيلد في الولايات المتحدة.

## روابط خارجية
- جيري تار على موقع مرجع كرة القدم المحترفة.كوم (الإنجليزية)